# Carib’inTV
Carib’inTV est une ancienne chaîne de télévision généraliste française commerciale privée de proximité diffusée dans les collectivités d'outre-mer de Saint-Barthélemy et de Saint-Martin.

## Histoire de la chaîne
Le 25 juin 2002, le Conseil supérieur de l'audiovisuel procède à un appel à candidatures visant à implanter une chaîne de télévision privée à caractère local diffusée en clair dans les îles Saint-Martin et Saint-Barthélemy du département de la Guadeloupe. À la suite des auditions qui ont lieu le 19 mars 2003, le conseil sélectionne le 23 septembre le projet Carib’inTV porté par Rony Lainé, pionnier de l’audiovisuel privé en Guadeloupe et créateur dix ans plus tôt de La Une Guadeloupe. Le CSA lui délivre une autorisation d’émettre le 18 mai 2004 et la chaîne commence ses premiers tests de diffusion le 15 juin 2004. C'est la première chaîne de télévision privée dans les îles du Nord (les chaînes privées guadeloupéennes n'y étant pas diffusées) et la seule alternative à RFO Guadeloupe.
Lors de son assemblée plénière du 3 octobre 2006, le CSA met en demeure Carrib'inTV, autorisée dans les îles de Saint-Martin et de Saint-Barthélemy, de commencer à émettre. En juin 2007, le CSA signale dans un rapport que la chaîne a abandonné la diffusion par voie hertzienne terrestre et serait disponible par l'ADSL.
Le 8 juin 2010, le CSA autorise hors appel à candidatures la reprise intégrale et simultanée de Carrib'inTV en mode numérique sur le futur multiplex ROM1 de la TNT sur le territoire des collectivités de Saint-Barthélemy et de Saint-Martin. La chaîne commence à émettre sur la TNT le 16 avril 2012.
Lors de son assemblée plénière du 8 février 2017, après plusieurs constats et procès verbaux de sa non-diffusion, le Conseil supérieur de l'audiovisuel a rendu caduque l'autorisation d'émettre à la chaîne.

## Identité visuelle

### Logo

Logo de Carib'inTV

### Slogan
- Enfin la télé qui parle de vous !

## Organisation

### Dirigeants
Directeur :
- Rony Lainé

### Capital
Carib'inTV est éditée par la SARL Production des îles, immatriculée au registre du commerce des sociétés de Basse-Terre sous le numéro 2000B94, au capital de 7622,45 euros détenu à 60% par Rony Lainé et à 40% par Martine Lainé.

### Siège
Le siège de Carib'inTV est situé dans l'immeuble Palm Plazza dans le quartier Saint-Jean à Saint-Barthélemy.

### Mission
La mission de Carib'inTV est de donner la parole aux habitants des îles du Nord afin qu’ils puissent s’exprimer à travers ce média.

## Programmes
Carib'inTV est une chaîne généraliste qui diffuse les actualités locales et internationales, du sport, la météo, des plateaux débats produits localement, des documentaires, des divertissements locaux, des séries télévisées et des dessins animés. Sa programmation se veut une alchimie du meilleur des émissions de la Caraïbe, le CSA ayant autorisé la diffusion de certains programmes en langue anglaise et espagnole.
Un journal d’informations nationales est diffusé tous les soirs, suivi d’un résumé de l’actualité internationale avant la diffusion d’un journal en images sur l’actualité des îles du Nord.

## Diffusion
Carib'inTV fut diffusée pendant huit ans sur le réseau analogique hertzien UHF SÉCAM K’ de Saint-Barthélemy et de Saint-Martin via trois émetteurs TDF (canal 28 H à Gustavia-Morne Lurin, 52 H à Gustavia-Morne Toiny et 47 H à Saint-Martin-Pic Paradis) qui ont tous été éteints le 29 novembre 2011 vers 10 h, date du passage définitif des îles du Nord au tout numérique terrestre.

### Numérique hertzien
Carib'inTV était diffusée dans les collectivités d'outre-mer de Saint-Barthélemy et de Saint-Martin sur le second canal du multiplex ROM1 de la TNT sur cinq émetteurs TDF à Saint-Barthélemy (Gustavia-Morne Lurin, Gustavia-Le Colombier et Gustavia-Morne Toiny sur le canal 41 H) et à Saint-Martin (Pic Paradis sur le canal 43 H et Terres-Basses sur le canal 41 H) au standard UHF PAL MPEG-4 et au format 16/9 SDTV à partir du 16 avril 2012 et jusqu'en 2014.

### Satellite
Carib'inTV était diffusée par satellite sur Canalsat Caraïbes (chaîne no 31) depuis le 24 avril 2013.